# فیلیپ مائو
فیلیپ مائو (فرانسوی: Philippe Mahut‎; ۴ مارس ۱۹۵۶ – ۸ فوریهٔ ۲۰۱۴) بازیکن سابقفوتبال اهل فرانسه بود.
از باشگاه‌هایی که در آن بازی کرده‌است می‌توان به باشگاه فوتبال متس، باشگاه فوتبال لو آور، باشگاه فوتبال سن-اتین، و باشگاه فوتبال تروا اشاره کرد.
وی همچنین در تیم ملی فوتبال فرانسه بازی کرده‌است.